# Commercio Alternativo (cooperativa)
Commercio Alternativo è una delle principali centrali di importazione, per l'Italia, dei prodotti del commercio equo-solidale o commercio alternativo.
È  una cooperativa che dal 1992, anno della sua fondazione, lavora nell'ambito del Commercio Equo e Solidale (ComES), importando e distribuendo, senza intermediari, prodotti alimentari ed artigianali provenienti dai Paesi del Sud del Mondo.
Nasce per l'iniziativa di "Ferrara Terzo Mondo", associazione ferrarese di volontariato che dagli anni settanta si occupa di cooperazione internazionale.
Nel 1987 i soci di FTM fecero la prima importazione di caffè dell'Ecuador e qualche anno dopo, insieme ad altre otto organizzazioni fondarono Commercio Alternativo. Da allora la realtà di Commercio Alternativo è sempre più cresciuta e ha attivato una vasta serie di progetti e relazioni con i produttori del Sud del mondo.
Commercio Alternativo è socio fondatore di AGICES, socio di IFAT, socio e licenziatario FAIRTRADE.
Il 24 maggio 2012 la centrale d'importazione in seguito a procedura di liquidazione, cambia nome e diventa Baum Società Cooperativa.